# Goldie Ens
Goldie Ens (* 14. Dezember 1954 in Kapfenberg; eigentlich Ursula Polster, geb. Ursula Wratschko) ist eine österreichische Geschäftsfrau und Sängerin, die vor allem durch ihren Austropop-Hit „Goodbye Joe“ bekannt wurde.

## Biografie
Goldie Ens wuchs in Kapfenberg auf. Sie lernte Klavier und später Gitarre und stellte bereits mit zwölf Jahren ihre erste Band zusammen. 1972 nahm sie als „Goldie“ (eine Verbeugung vor Goldie Hawn) bei der Show-Chance teil, wo sie den fünften Platz belegte und kurz darauf erhielt sie einen Plattenvertrag bei CBS. Lance Lumsden, der ab diesem Zeitpunkt ihr Manager war, gab ihr den Nachnamen „Ens“.
1973 veröffentlichte sie ihre erste Single „Roter Vogel“ und ein Jahr später gelang ihr der Durchbruch mit der Single „Goodbye Joe“ von der LP „Night Express 10.30“. 1976 erreichte sie mit „Disco Baby (Casanova)“ Platz 18 der österreichischen Charts und obwohl dies ihre einzige Chartplatzierung war und damit ihr größter kommerzieller Erfolg, ist sie als Sängerin heute eher aufgrund ihres ersten Hits „Goodbye Joe“ bekannt.
1979 stieg sie aus dem Popgeschäft aus und ging eine Weile nach Amerika. Anfang der 1980er Jahre startete sie eine zweite Karriere beim Label Supraphon in der Tschechoslowakei, über welches sie drei LPs veröffentlichte. Für „This Is My Life“ (1983) erhielt sie sogar eine Goldene Schallplatte.
Heute führt sie den Wohnsalon P. in Wien und ist mit dem Rechtsanwalt Karl Newole verheiratet. Außerdem tritt sie als Einrichtungsberaterin in den ORF-Sendungen Frühlings-, Sommer-, Herbst- und Winterzeit auf.

## Diskografie
| Singles | Singles               | Singles                        | Singles |
| Jahr    | Titel                 | Anmerkungen                    | Label   |
| ------- | --------------------- | ------------------------------ | ------- |
| 1973    | Roter Vogel           | c/w Meine Stadt                | CBS     |
| 1974    | Good Bye Joe          | c/w Wait Up For The Warning    | CBS     |
| 1975    | Tuesday               | c/w Long Is My Way             | CBS     |
| 1975    | Night Express 10.30   | c/w Don't Call Me Baby         | CBS     |
| 1976    | Disco Baby (Casanova) | c/w Got To Learn To Love Again | CBS     |
| 1976    | Get Moving            | c/w Call Me Darling            | CBS     |
| 1977    | Hang On To Me         | c/w Back Door Jane             | CBS     |
| 1979    | Can I Reach You       | c/w You Really Turn Me On      | CBS     |
| 1979    | Dancin’ In Space      | c/w Take Me                    | CBS     |

| Alben | Alben                  | Alben     |
| Jahr  | Titel                  | Label     |
| ----- | ---------------------- | --------- |
| 1975  | Night Express 10.30    | CBS       |
| 1977  | Movements              | CBS       |
| 1983  | This Is My Life        | Supraphon |
| 1986  | Plastic World          | Supraphon |
| 1989  | Welcome Friendly Faces | Supraphon |